# Brachistus spruceanus
Brachistus spruceanus là loài thực vật có hoa trong họ Cà. Loài này được (Hunz.) D'Arcy mô tả khoa học đầu tiên năm 1993.